# Robotnicza Spółdzielnia Mieszkaniowa Ursus
Robotnicza Spółdzielnia Mieszkaniowa „Ursus” – spółdzielnia założona w 1958. Spółdzielnia podzielona jest na trzy administracje, osiedla „Kolorowa”, „Niedźwiadek” i „Sobieskiego”.
Jej zasoby to: 328 221 m² powierzchni użytkowej i 307 209 m² powierzchni mieszkalnych, czyli 6789 lokali mieszkalnych.

## Historia
RSM Ursus została założona 14 stycznia 1958, a zarejestrowana została decyzją Sądu Powiatowego z 25 lutego 1958.
Pierwsze budynki powstały na terenie osiedla „Kolorowa”. W 1968 spółdzielnia rozpoczęła budowę osiedla „Niedźwiadek”. W latach 90. XX wieku spółdzielnia wybudowała w Piastowie osiedle „Sobieskiego”.